# 滨海牡蒿
滨海牡蒿（学名：Artemisia littoricola）为菊科蒿属的植物。分布在俄罗斯、日本、朝鲜以及中国大陆的黑龙江、内蒙古等地，多生长在生长河岸及海岸边，目前尚未由人工引种栽培。